# ليونارد أوبراين
ليونارد أوبراين (بالإنجليزية: Leonard O'Brien)‏ هو لاعب هوكي الحقل أمريكي، ولد في 20 يناير 1904، وتوفي في 30 مارس 1939.

## وصلات خارجية
- ليونارد أوبراين على موقع أوليمبيديا (الإنجليزية)